# 6623 Trioconbrio
6623 Trioconbrio eller 1979 MY2 är en asteroid i huvudbältet som upptäcktes den 25 juni 1979 av de båda amerikanska astronomerna Eleanor F. Helin och Schelte J. Bus vid Siding Spring-observatoriet. Den är uppkallad efter pianotrion Trio con Brio Copenhagen.
Asteroiden har en diameter på ungefär 5 kilometer.